# Tilia mandshurica
Tilia mandshurica är en malvaväxtart som beskrevs av Franz Josef Ivanovich Ruprecht och Maxim.. Tilia mandshurica ingår i släktet lindar, och familjen malvaväxter.

## Underarter
Arten delas in i följande underarter:
- T. m. megaphylla
- T. m. ovalis
- T. m. rufovillosa
- T. m. toriiana
- T. m. tuberculata